# Space-One
Space-One est une œuvre de l'artiste urbain français Invader, lancé en 2012 au bout d'un ballon-sonde et atteignant ainsi la stratosphère.

## Caractéristiques
De façon similaire aux autres réalisations d'Invader, Space-One est une mosaïque de carreaux de céramique représentant de façon stylisée une figure inspirée par les envahisseurs du jeu vidéo Space Invaders, ou chaque carreau correspond à un « pixel ». La mosaïque mesure ici 14 carreaux de hauteur sur 12 de largeur, soit environ 28 cm sur 24 (pour des carreaux standards de 38 cm de côté).
La mosaïque représente un invader rouge, posé sur un sol stylisé. Dans la moitié inférieure du fond, des carreaux bleu foncé illustrent un ciel terrestre ; dans sa moitié supérieure il s'agit de l'espace, noir. Cinq carreaux jaunes schématisent des étoiles. L’invader, depuis le sol, regarde vers l'espace.

## Historique
L'artiste Invader est connu pour ses « invasions », des mosaïques d'envahisseurs pixélisées posées sans autorisation dans plus d'une trentaine de villes du monde. Le 20 août 2012, près de Miami aux États-Unis, l'artiste attache la mosaïque Space-One à un ballon-sonde gonflé à l'hélium et lance l'ensemble afin qu'il s'élève dans la stratosphère tandis qu'un appareil-photo embarqué prend des images de l'événement,. Le ballon s'élève comme prévu et atteint 35 km avant d'éclater sous sa pression interne, provoquant la redescente de l'œuvre sur terre.
Des photographies, Invader tire Art4Space, un court-métrage débutant par l'explosion du ballon-sonde. Ce film fait partie de l'exposition de l'artiste à la Jonathan LeVine Gallery de Miami pour le festival PULSE-Miami 2012, du 6 au 9 décembre 2012.